# اریک فراووالنر
اریک فراووالنر (انگلیسی: Erich Frauwallner; ۲۸ دسامبر ۱۸۹۸ – ۵ ژانویهٔ ۱۹۷۴) استاد  لغت‌شناسی اهل اتریش بود.